# Ekipa Ameryka: Policjanci z jajami
Ekipa Ameryka: Policjanci z jajami (ang. Team America: World Police) – komedia polityczna twórców Miasteczka South Park, Treya Parkera i Matta Stone’a, z 2004 roku. Film jest parodią walki z terroryzmem. Do Polski film trafił bezpośrednio na nośniki DVD, z pominięciem dystrybucji kinowej.
Ekipa Ameryka jest filmem animowanym, ale w przeciwieństwie do Miasteczka South Park, wykonany został techniką lalkową taką jak w brytyjskim serialu Thunderbirds (który był jedną z ważniejszych inspiracji filmu).

## Fabuła
Gary Johnston jest obiecującym aktorem. Któregoś dnia po występie odwiedza go w garderobie Spottswoode. Początkowo Gary bierze go za agenta z Hollywoodu, który chce wykorzystać go seksualnie, ostatecznie daje się jednak przekonać Spottswoode’owi i wsiada z nim do limuzyny. Spottswoode opowiada mu o realnym jak nigdy dotąd zagrożeniu atakami terrorystycznymi, i prosi o pomoc: zdolności aktorskie Gary’ego mogą pomóc w rozgryzieniu planów terrorystów. W pierwszej chwili Gary nie zgadza się, jednak ostatecznie przyłącza się do Ekipy Ameryka – światowej policji, walczącej z terroryzmem.

## O filmie
Amerykanie ukazani zostają jako naród, który cały świat uważa za swoje podwórko. Członkowie Ekipy Ameryka są przekonani, że w imię walki ze złem, mogą bezkarnie interweniować na terenach innych państw. Ich zachowanie nie zostaje jednak pozytywnie przyjęte przez świat: podczas walki z terrorystami w Paryżu Ekipa Ameryka niszczy wieżę Eiffla, Łuk Triumfalny i Louvre – dobra kulturalne Francji. Prawie wszystkie interwencje Ekipy kończą się podobnie. W końcu dochodzi do tego, że hollywoodzkie gwiazdy, m.in. Alec Baldwin, Matt Damon, George Clooney, Uma Thurman i Samuel L. Jackson, zakładają Związek Aktorów Filmowych, mający powstrzymać skandaliczne akcje Ekipy Ameryka oraz doprowadzić do pokoju na świecie poprzez zorganizowanie konferencji, na której zebrać mają się głowy wszystkich państw. Elementem łączącym wszystkich członków Związku Aktorów Filmowych jest ich znane z publicznych wystąpień wrogie stanowisko wobec polityki ekipy Busha i tradycyjnie pojmowanych wartości. Członkowie Związku zostali więc ukazani jako przyjaciele wrogich USA postaci, takich jak Chŏng-il oraz terroryści. Wszechobecna karykatura ulubieńca „demokratów”, Michaela Moore’a, pozwala odebrać film jako swego rodzaju kontrrewolucję przeciw politycznej poprawności wyznaczanej przez mainstreamowe media i autorytety. Jest to doskonale widoczne w scenach ośmieszających układy obecne w Hollywood, gdzie wytycza się kanony amerykańskiej „politpoprawności”.
Głównym wątkiem Ekipy Ameryka jest polityka, nie brakuje w nim jednak innych wątków. Oprócz polityki, ważne są także dzieje jednostki: miłość, poczucie przynależności do grupy, gotowość do poświęceń dla innych itd.

## Kontrowersje
Charakterystyczna dla dzieł Parkera i Stone’a jest ich kontrowersyjność, której nie mogło zabraknąć i w Ekipie Ameryka. Sama tematyka dla wielu jest kontrowersyjna – niewiele powstało dotąd filmów traktujących o terroryzmie w takim stylu, jaki narodził się po 11 września 2001 roku. Wielu krytyków uważa, że Ekipa Ameryka to, obok Fahrenhetia 9.11, najważniejszy film polityczny ostatnich lat.
Nie zabrakło także kontrowersji znanych z wcześniejszych filmów duetu. W filmie wyszydzone zostają postaci wielu hollywoodzkich aktorów, osób reprezentujących scenę polityczną (Hans Blix, Kim Dzong Il), ludzi kultury (np. Michael Moore). Wyszydzone zostały także poszczególne, nienazwane, jednostki – zwykli, szarzy ludzie.
Film pełen jest wulgaryzmów. Pomimo iż w porównaniu z pełnometrażowym Miasteczkiem South Park wypada blado (w Miasteczku South Park słowo fuck pada sto czterdzieści sześć razy, w Ekipie Ameryka „tylko” siedemdziesiąt osiem) i tak jest bardzo wulgarny.
Oprócz wulgaryzmów dochodzą także sceny przemocy oraz seksu, w tym analnego i oralnego, oraz aktów homoseksualnych.

## Obsada i ekipa
- Trey Parker: Gary Johnston / Joe / Kim Dzong Il / Hans Blix / Carson / Matt Damon / Pijak w barze / Tim Robbins / Sean Penn / Michael Moore / Helen Hunt / Susan Sarandon / inne głosy
- Matt Stone: Chris / George Clooney / Danny Glover / Ethan Hawke / Matt Damon / inne głosy
- Kristen Miller: Lisa (głos)
- Masasa: Sarah (głos)
- Daran Norris: Spottswoode (głos)
- Phil Hendrie: W.Y.W.I.A.D / czeczeński terrorysta (głos)
- Maurice LaMarche: Alec Baldwin (głos)
- Chelsea Marguerite: Francuzka (głos)
- Jeremy Shada: Jean-François (głos)
- Fred Tatasciore: Samuel (głos)